# Bongani Mpandle
Bongani Mpandle, né le 12 juillet 1992, est un footballeur international sud-africain. Il évolue actuellement à Maritzburg United comme gardien de but.

## Biographie

### En club

#### United FC
Il commence sa carrière professionnelle en 2012. Le club évolue alors en National First Division. Il partage le poste de gardien numéro un avec Xolani Ngcobo. Il joue son premier match le 7 octobre 2012, contre Tshakhuma Tsha Madzivhandila (1-1). Lors de cette saison, il participe également à l'excellent parcours de son équipe en Coupe d'Afrique du Sud, en atteignant les demi-finales.

#### Bloemfontein Celtic
Le 2 août 2013, il rejoint Bloemfontein Celtic qui évolue en Absa Premiership. Il est alors troisième gardien derrière Patrick Tignyemb et Thembalethu Moses. Lors de sa première saison il ne joue aucun match et doit se contenter de quelques apparitions sur le banc.
À partir de 2014-2015, il est considéré comme gardien numéro 2 derrière Tignyemb. Il joue son premier match avec Bloemfontein Celtic le 22 février 2015, face à Roses United en Coupe d'Afrique du Sud (victoire 3-0). Ses premières apparitions dans l'élite ont lieu en fin de saison puisqu'il est titularisé lors des deux dernières journées, face à Free State Stars (défaite 1-0) et Moroka Swallows (défaite 1-0).
Lors de sa troisième et dernière saison, il fait une apparition en championnat. Le 26 août 2015, face à Orlando Pirates (victoire 1-0).

#### Maritzburg United
En juillet 2016, il s'engage avec Maritzburg United. Il est alors la doublure de Virgil Vries mais prend tout de même part à 11 rencontres toutes compétitions confondues en 2016-2017. Sa première apparition sous ses nouvelles couleurs a lieu le 22 octobre 2016, contre Kaizer Chiefs en Telkom Knockout (défaite 0-0 4-2).
Lors de la saison suivante, Virgil Vries quitte le club mais est remplacé par Richard Ofori. Mpandle participe à la campagne en Coupe d'Afrique du Sud qui se solde par une défaite 1-0 en finale contre Free State Stars.
En 2018-2019, il se contente de quatre apparitions lors des coupes et des playoffs de relégation qui permettent à son équipe de se maintenir.
En décembre 2019, il atteint la finale du Telkom Knockout et s'incline 2-1 face à Mamelodi Sundowns.  

### En sélection
Il reçoit sa première sélection en équipe d'Afrique du Sud le 28 juillet 2019, lors des qualifications du Championnat d'Afrique des nations 2020 contre le Lesotho (défaite 3-2). 

## Palmarès

### Maritzburg United
- Coupe d'Afrique du Sud
  - Finaliste : 2017-2018
- Telkom Knockout
  - Finaliste : 2019